# Deutsche Freie-Partie-Meisterschaft 2011/12

Veranstaltungsort: Bad Wildungen

Die Deutsche Freie-Partie-Meisterschaft 2011/12 ist eine Billard-Turnierserie und fand vom 5. bis zum 13. November 2011 in Bad Wildungen
zum 44. Mal statt.

## Geschichte
Ungeschlagen gewann der für die BF LZ Schiffweiler gestartete  Sven Daske und verteidigte damit seinen Titel. Im Finale gewann er gegen Markus Melerski, der alle Turnierbestleistungen gespielt hatte. Dieter Steinberger und Arnd Riedel belegten gemeinsam Platz drei.
Die Ergebnisse sind aus eigenen Unterlagen. Ergänzt wurden Informationen aus der österreichischen Billard-Zeitung Billard.

## Modus
Gespielt wurden zwei Vorrundengruppen à vier Spieler im Round-Robin-Modus bis 300 Punkte oder 15 Aufnahmen. Die zwei Gruppenbesten kamen ins Halbfinale und spielten den Sieger aus
Die Endplatzierung ergab sich aus folgenden Kriterien:
1. Matchpunkte
2. Generaldurchschnitt (GD)
3. Höchstserie (HS)

## Teilnehmer
1. Sven Daske (Schiffweiler) Titelverteidiger
2. Axel Büscher (Bergisch Gladbach)
3. Jens Fischer (Frankenberg)
4. Carsten Lässig (Coesfeld)
5. Markus Melerski (Bochum)
6. Manuel Orttmann (Neustadt/Orla)
7. Arnd Riedel (Wedel)
8. Dieter Steinberger (Kempten)

## Turnierverlauf

### Gruppenphase
| MP    | Match Points (Sieger = 2; Unentschieden = 1; Verlierer = 0) |
| Pkte. | Erzielte Karambolagen                                       |
| Aufn. | Benötigte Versuche                                          |
| GD    | Generaldurchschnitt                                         |
| BED   | Bester Einzeldurchschnitt eines Spielers                    |
| HS    | Höchstserie                                                 |
|       | Bester GD des Turniers                                      |
|       | Bester ED des Turniers                                      |
|       | Beste HS des Turniers                                       |
|       | 1. Platz (Gold)                                             |
|       | 2. Platz (Silber)                                           |
|       | 3. Platz (Bronze)                                           |

| Platz                      | Name            | MP  | Pkte. | Aufn. | GD     | BED    | HS  |
| -------------------------- | --------------- | --- | ----- | ----- | ------ | ------ | --- |
| 1                          | Sven Daske      | 6:0 | 900   | 15    | 60,00  | 100,00 | 226 |
| 2                          | Markus Melerski | 4:2 | 704   | 6     | 117,33 | 300,00 | 300 |
| 3                          | Jens Fischer    | 2:4 | 418   | 14    | 29,85  | 60,00  | 149 |
| 4                          | Manuel Orttmann | 0:6 | 93    | 9     | 10,33  | –      | 38  |
| Gruppendurchschnitt: 48,06 |                 |     |       |       |        |        |     |

| Platz                      | Name               | MP  | Pkte. | Aufn. | GD    | BED    | HS  |
| -------------------------- | ------------------ | --- | ----- | ----- | ----- | ------ | --- |
| 1                          | Dieter Steinberger | 5:1 | 900   | 23    | 39,13 | 100,00 | 250 |
| 2                          | Arnd Riedel        | 4:2 | 741   | 15    | 49,40 | 75,00  | 256 |
| 3                          | Carsten Lässig     | 3:3 | 614   | 31    | 19,80 | 25,00  | 231 |
| 4                          | Axel Büscher       | 0:6 | 564   | 31    | 18,19 | –      | 88  |
| Gruppendurchschnitt: 28,19 |                    |     |       |       |       |        |     |

### Finalrunde
| 1. Halbfinale      |     |     |   |        |        |     |
| Sven Daske         | 2:0 | 300 | 2 | 150,00 | 150,00 | 299 |
| Arnd Riedel        | 0:2 | 133 | 2 | 66,50  | –      | 132 |
| 2. Halbfinale      |     |     |   |        |        |     |
| Dieter Steinberger | 0:2 | 51  | 4 | 12,75  | –      | 40  |
| Markus Melerski    | 2:0 | 300 | 4 | 75,00  | 75,00  | 122 |

| Finale          |     |     |   |        |        |     |
| Sven Daske      | 2:0 | 300 | 3 | 100,00 | 100,00 | 290 |
| Markus Melerski | 0:2 | 17  | 3 | –      | 5,66   | 17  |

## Abschlusstabelle
| MP    | Match Punkte (Sieger = 2; Unentschieden = 1; Verlierer = 0) |
| SV    | Satzverhältnis (nur bei Turnieren im Satzsystem)            |
| Pkte. | Erzielte Karambolagen                                       |
| Aufn. | benötigte Aufnahmen                                         |
| GD    | Generaldurchschnitt                                         |
| MGD   | Mannschafts-Generaldurchschnitt                             |
| BED   | Bester Einzeldurchschnitt eines Spielers                    |
| BEMD  | Bester Einzeldurchschnitt einer Mannschaft                  |
| BSD   | Bester Satzdurchschnitt eines Spielers                      |
| HS    | Höchstserie                                                 |
| WRP   | Weltranglistenpunkte                                        |

| Klassement                 | Klassement | Klassement         | Klassement | Klassement | Klassement | Klassement | Klassement | Klassement | Klassement |
| Phase                      | Platz      | Name               | MP         | Pkt.       | Aufn.      | GD         | BED        | HS         |            |
| -------------------------- | ---------- | ------------------ | ---------- | ---------- | ---------- | ---------- | ---------- | ---------- | ---------- |
| Finale                     | 1          | Sven Daske         | 10:0       | 1500       | 20         | 75,00      | 150,00     | 299        |            |
| Finale                     | 2          | Markus Melerski    | 6:4        | 1021       | 13         | 78,53      | 300,00     | 300        |            |
| Halb- finale               | 3          | Dieter Steinberger | 5:3        | 951        | 27         | 35,22      | 100,00     | 255        |            |
| Halb- finale               | 3          | Arnd Riedel        | 4:4        | 874        | 17         | 51,41      | 75,00      | 256        |            |
| Gruppen- phase             | 5          | Carsten Lässig     | 3:3        | 614        | 31         | 19,80      | 25,00      | 231        |            |
| Gruppen- phase             | 6          | Jens Fischer       | 2:4        | 418        | 14         | 29,85      | 60,00      | 149        |            |
| Gruppen- phase             | 7          | Axel Büscher       | 0:6        | 564        | 31         | 18,19      | –          | 88         |            |
| Gruppen- phase             | 8          | Manuel Orttmann    | 0:6        | 93         | 9          | 10,33      | –          | 38         |            |
| Turnierdurchschnitt: 37,25 |            |                    |            |            |            |            |            |            |            |